# 依田信蕃
依田信蕃（1548年—1583年4月15日）是日本戰國時代至安土桃山時代的武將。甲斐武田氏、德川氏家臣。父親是蘆田信守。

## 生平

### 武田家臣時期
最初以信濃先方眾身份仕於武田信玄。在信玄死後，仕於勝賴。永祿11年（1568年）12月，參與武田氏的駿河侵攻。
天正3年（1575年）5月21日，在長篠之戰中，與父親遠江國二俁城（現今靜岡縣濱松市天龍區）守將信守一同死守城池。在武田軍長篠之戰大敗後，德川家康率軍反攻而至，此時以寡兵堅守，期間臥病在床的信守病故，於是在城兵的擁護下擔任守將。德川軍在城池周圍築起幾個城砦，以圍城的方式切斷兵糧運輸。持續半年攻防之後，因為判斷死守終究無法避免城池陷落，於是「全員活命」為條件開城投降，轉往高天神城（現今靜岡縣掛川市）退去，在退去之際，把城中清掃乾淨才嚴整退兵，贏得德川方敬重。之後擔任駿河國田中城（現今靜岡縣藤枝市西益津）的城將。
天正10年（1582年）3月，織田信長開始甲州征伐，呼應信長的德川家康也進攻田中城，不過因為城池守備堅固，被家康命令的成瀨正一游說開城時斷然拒絕。然而在籠城期間，主君勝賴在織田軍的攻擊下自殺。因為武田一族的穴山梅雪來信勸降，於是開城，並把城池交予大久保忠世。田中城開城後，家康召見請其歸附，但信蕃以「勝賴的安泰與否仍需詳細確認」（勝頼の安否の詳細が判らない内は仰せに従いかねる）為由謝絕，並返回所領的春日城（現今長野縣佐久市春日）。

### 天正壬午之亂
同年6月2日，發生本能寺之變，織田家臣瀧川一益在武藏國被北條氏直擊敗（神流川之戰）。6月20日，一益進入家臣道家正榮守備的小諸城（現今長野縣小諸市）。22日，與一益會面，並收集佐久郡、小縣郡的人質，引渡予一益，人質中包括嫡子康國及真田昌幸的老母。27日，受一益讓予小諸城。7月1日，一益回到伊勢長島。
7月12日，在北條氏直率兵越過碓冰峠後，放棄小諸城，退至「蘆田小屋」死守（根據『依田記』記載，「蘆田小屋」是三澤小屋的別稱。不過根據『乙骨太郎左衛門覺書』和『武德編年集成』記載，兩者為不同城砦，三澤小屋被認為是蘆田小屋的詰城。另外，亦有一說指「蘆田小屋」的名稱由來是依田（蘆田）信蕃的死守而得名，而關於地點，則被認為是指春日城，而三澤小屋則在更近蓼科山的山中，指鹿曲川上流的大小屋城（押出城），或是在同是鹿曲川上流的大瀧不動、石不動所在的「三澤」一帶的白石附近），並在附近進行游擊戰，切斷攻至甲斐國若神子（現今山梨縣北杜市須玉町若神子）的北條軍的補給線。另外，秘密與德川家康連絡，由德川派以甲斐眾為主的援軍協助信蕃，家康的援軍分別於7月14日（芝田康忠、辻彌兵衛）、9月25日（岡部正綱、今福求助、三井十右衛門、川窪信俊等）抵達三澤小屋。28日，引誘北條方的真田昌幸倒戈，並於10月26日奪回春日城。加上北條軍在郡內地方敗於德川軍，讓原本戰力處於劣勢的德川，能以有利的條件與北條氏談和，10月29日，雙方和議成立。
因為這些功績，得到北條方的大道寺政繁撤退後的小諸城，並收攏周邊的大小勢力。而其餘勢力則投向北條方的信濃佐久郡岩尾城城主大井氏之下。
根據『依田記』、『三河物語』記載，天正11年（1583年）2月21日，開始攻擊岩尾城的大井行吉，不過出乎意料地陷入苦戰。2月22日，與弟弟信幸一同受到敵方銃擊，信幸在同日死去，自身亦在2月23日死去。享年36歲。後來由長男康國整備的蕃松院成為墓所。同寺在信蕃的位牌、信蕃夫妻的墓石塔。

## 人物
- 雖然從屬於德川家康的期間很短，不過得到家康非常高的評價，繼承家督的遺兒康國受賜松平姓和小諸城，被推測在當時家康家臣中，得到最大的6萬石領地。

## 外部連結
- 武家家伝＿依田氏 （页面存档备份，存于）